# Kelechi Iheanacho
Kelechi Promise Iheanacho, mais conhecido como Iheanacho (Imo, 3 de outubro de 1996), é um futebolista nigeriano que atua como atacante. Atualmente joga no Sevilla.

## Carreira

### Início
Jogando pelo Taye Academy, seu 1° clube de base, foi convocado para a disputa da copa do mundo sub-17 de 2013, nos Emirados Árabes. Sua performance foi incrível: além de ganhar o título com sua seleção, faturou a bola de ouro e a chuteira de prata, com 6 gols. Com o destaque que teve, vários clubes se interessaram pelo seu futebol, como Arsenal,Sporting e o Porto. Mas o Manchester City acabou  contratando-o. Viajou para Inglaterra para assinar um pré-contrato com o clube, só sendo efetivado no dia de seu aniversário de 18 anos, em 2014. Durante esse período, foi para a Nigéria, onde ganhou o prêmio de promessa mais talentosa de 2013.

### Manchester City

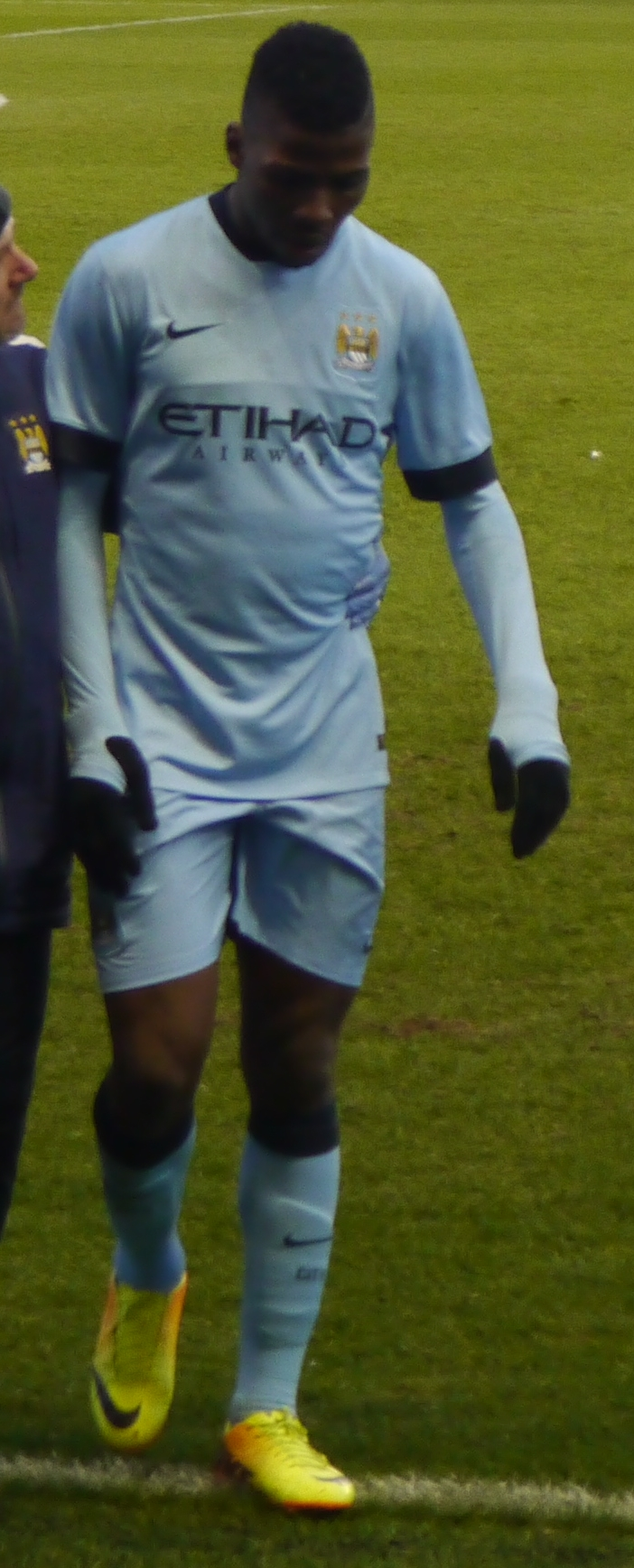
Iheanacho quando atuava pelo City em 2015.

Disputou uma pré-temporada nos Estados Unidos com o time do City. Jogou e marcou um gol na vitória sobre o Sporting Kansas City, por 4-1, na 1° partida da pré-temporada, e marcou novamente contra o Milan na vitória de 5-1.
No jogo contra o Roma, válido copa dos campeões Internacionais, deu uma assistência para Sterling além de marca um gol no empate de 2-2, com o City ganhando nos pênaltis por 5x4.
Na vitória de 8-1 em um amistoso contra a seleção do Vietnã, contribuiu dando mais uma assistência para Sterling marca o 4° gol do City.
No último jogo da pré-temporada, ele entrou no 2° tempo e marcou o 1° gol do City na derrota por 4-2 para o Stuttgart.
Estreou oficialmente no dia 29 de Agosto de 2015, entrando no lugar de Sterling na vitória de 2-0 sobre o Watford, válido pela 4° rodada da premier league.
Marcou seu 1° gol como profissional na vitória por 1-0 contra o Crystal Palace, substituindo Wilfried Bony, e marcando o único gol do jogo.
Marcou seu 1° hat-trick na vitória de 4-0 sobre o Aston Villa, válido pela copa da Inglaterra e ainda deu uma assistência para Sterling marcar. Terminou a temporada de 2015-2016 com 14 gols e 5 assistências em 35 jogos, com uma boa média de 54,2% somando gols e assistências, sendo que só foi titular em 11 desses jogos.
Em 2016, Iheanacho jogou seu primeiro derby de Manchester. Ele deu uma assistência para Kevin de Bruyne marcar o 1° gol do jogo e marcou seu primeiro gol da temporada e o da vitória de 2–1 para o City.
Quatro dias depois, Iheanacho saiu do banco para marcar o gol final na vitória do City em casa por 4-0 na Liga dos Campeões, contra o Borussia Mönchengladbach, sendo este seu primeiro gol em uma competição Europeia pelo City.
Três dias depois, Iheanacho marcou mais uma vez na goleada sobre o Bournemouth. Marcou o 2° gol da partida após assistência de Sterling. Retribuindo o passe, também deu uma assistência para seu companheiro Sterling também marca o 3° gol da partida, que terminou 4-0 para o City.
Também no ano 2016, Iheanacho foi indicado para o prêmio FIFA Golden Boy, que acabou sendo ganho pelo  português Renato Sanches, que estava no Bayern de Munique naquela época. O próximo gol de Iheanacho viria na Liga dos Campeões, contra o Celtic, em um empate em casa por 1-1 em 6 de dezembro de 2016.
Seu último gol pelo City foi contra Huddersfield Town em uma vitória por 5–1, na 5° rodada da copa da Inglaterra, marcando o último gol do jogo. Terminou sua última temporada com 29 partidas disputadas, 7 gols e 3 assistências.
Ao todo, ficou 2 temporadas no Manchester City, jogando 64 partidas, marcando 21 gols e dando 8 assistências.

### Leicester City
Foi anunciado como reforço do Leicester no dia 3 de agosto de 2017. O valor da negociação foi de 30 milhões de euros (aproximadamente R$111 milhões), por 5 temporadas. Apesar de boas participações no City, nunca chegou a ter uma sequência no clube, pois o elenco era muito competitivo.
Estreou pelo Leicester na derrota por 4–3, válido 1° rodada da Premier League 2016-17, entrando no 2° tempo aos 82 minutos, substituindo Matty James.
Marcou seu 1° gol pelo Leicester na vitória sobre o Leeds por 3–1, válido pela copa EFL, além de dar uma assistência para Slimani marcar o 2° gol do Leicester na partida.
Fez um hat-trick na goleada por 5 a 0 sobre o Sheffield United, válido pela 28° rodada da Premier League. No jogo seguinte, foi o autor de 2 gols na vitória por 3 a 1 sobre o Manchester United, que ajudaram o Leicester a se classificar para semifinal da Copa da Inglaterra.
Devido a suas atuações pelo Leicester, foi premiado como o melhor jogador da Premier League em março de 2021.
Em 11 de abril, fez os 2 gols da derrota por 3 a 2 para o West Ham, válido pela 31a rodada da Premier League, chegando a marca de 7 gols em 5 jogos seguidos na competição. Novamente em jogo contra o West Ham, fez o gol que classificou o Leicester para a final da Copa da Inglaterra, vencendo por 1 a 0.
No jogo seguinte contra o West Bromwich na 32 a rodada da Premier, Iheanacho marcou mais uma vez, fazendo o último gol do Leicester após receber assistência de Vardy, na vitória por 3 a 0. Na rodada seguinte, a vitória de virada por 2 a 1 sobre o Crystal Palace, mais uma excelente atuação: após começar perdendo por 1 a 0, Iheanacho foi responsável diretamente pela virada do Leicester no 2° tempo, ao dar uma assistência para Castagne empatar aos 50 e ao acertar um bonito chute indefensável aos 80 minutos após passe de Jonny Evans, chegando a marca de 14 jogos e 14 gols na temporada 2020–21.
Na 32a rodada da Premier League contra o Southampton, foi mais uma vez importante ao conceder mais uma assistência após cruzar para Jonny Evans fazer o gol do empate e Leicester da derrota.
Em 18 de maio, fez o gol do Leicester na derrota por 2 a 1 para o Chelsea, em jogo da penúltima rodada da Premier League, chegando a 19 gols na temporada.
Em 7 de agosto, na Supercopa da Inglaterra de 2021, Iheanacho fez o único gol do Leicester na vitória de 1 a 0 sobre o seu ex-time, Manchester City, e se sagrou campeão da competição.
No dia 7 de junho de 2024, ele estava entre os jogadores anunciados para deixar o clube no final da temporada, junto com Marc Albrighton e Dennis Praet.

## Seleção Nacional

### Nigéria Sub-17
Representou a Nigéria em uma competição oficial pela 1° vez na Campeonato Africano de Futebol Sub-17 de 2013. Sua seleção acabou chegando na final, mas acabou perdendo nos pênaltis para a Costa do Marfim por 5–4, depois de empatar em 1–1 no tempo normal. Também disputou a Copa do Mundo FIFA Sub-17 de 2013, onde foi campeão, eleito o melhor jogador e vice-artilheiro da competição. Este foi o 4° titulo da Nigéria no torneio.

### Nigéria Sub–20
Fez parte do elenco para a Copa do Mundo FIFA Sub-20 de 2015, na Nova Zelândia. Participou de 2 partidas: a derrota de 4–2 para o Brasil e na vitória sobre a Hungria por 2–0. Mas a Nigéria acabou sendo eliminada pela Alemanha nas oitavas de final, após perder por 1–0.

### Seleção Principal da Nigéria
Estreou pela seleção principal da Nigéria no empate de 0–0 contra a Essuatíni, válida pela 2° fase das eliminatórias para a copa do mundo 2018, entrando no 2° tempo.
Seu 1° gol pela seleção principal foi dia 26 de maio de 2016 em um jogo amistoso contra a seleção de Mali, na vitória por 1–0 .
Foi convocado pelo técnico Gernot Rohr para a disputa da Copa do Mundo de 2018 e jogou as 3 partidas da fase de grupos, sendo titular contra Islândia e entrando no decorrer das partidas contra Croácia e Argentina. A Nigéria só precisaria de um empate com a Argentina para garantir a classificação e estava conseguindo com o 1 a 1, com Messi marcando pelos argentinos e Moses pelos nigerianos. Mas aos 41 minutos do 2° tempo, a Nigéria cedeu a virada quando Rojo marcou o gol da vitória para a Argentina por 2 a 1.
Fez os dois gols da Nigéria na vitória de 2–0 contra a Libéria em jogo das Eliminatórias, no dia 3 de setembro de 2021.

## Estatísticas
Atualizado até 2 de abril de 2023.

### Clubes
| Equipe            | Temporada         | Campeonato nacional [a] | Campeonato nacional [a] | Campeonato nacional [a] | Copas nacionais[b] | Copas nacionais[b] | Copas nacionais[b] | Competições continentais[c] | Competições continentais[c] | Competições continentais[c] | Outros torneios | Outros torneios | Outros torneios | Total | Total | Total  |
| Equipe            | Temporada         | Jogos                   | Gols                    | Assist                  | Jogos              | Gols               | Assist             | Jogos                       | Gols                        | Assist                      | Jogos           | Gols            | Assist          | Jogos | Gols  | Assist |
| ----------------- | ----------------- | ----------------------- | ----------------------- | ----------------------- | ------------------ | ------------------ | ------------------ | --------------------------- | --------------------------- | --------------------------- | --------------- | --------------- | --------------- | ----- | ----- | ------ |
| Manchester City   | 2015–16           | 26                      | 8                       | 2                       | 5                  | 6                  | 3                  | 4                           | 0                           | 0                           | —               | —               | —               | 35    | 14    | 5      |
| Manchester City   | 2016–17           | 20                      | 4                       | 3                       | 5                  | 1                  | 0                  | 4                           | 2                           | 0                           | —               | —               | —               | 29    | 7     | 3      |
| Manchester City   | Total             | 46                      | 12                      | 5                       | 10                 | 7                  | 3                  | 8                           | 2                           | 0                           | 0               | 0               | 0               | 64    | 21    | 8      |
| Leicester         | 2017–18           | 21                      | 3                       | 3                       | 7                  | 5                  | 1                  | —                           | —                           | —                           | —               | —               | —               | 28    | 8     | 4      |
| Leicester         | 2018–19           | 30                      | 1                       | 4                       | 5                  | 1                  | 0                  | —                           | —                           | —                           | —               | —               | —               | 35    | 2     | 4      |
| Leicester         | 2019–20           | 20                      | 5                       | 4                       | 6                  | 5                  | 0                  | —                           | —                           | —                           | —               | —               | —               | 26    | 10    | 4      |
| Leicester         | 2020–21           | 24                      | 12                      | 2                       | 7                  | 4                  | 1                  | 7                           | 3                           | 4                           | —               | —               | —               | 38    | 19    | 7      |
| Leicester         | 2021–22           | 26                      | 4                       | 5                       | 4                  | 2                  | 0                  | 12                          | 1                           | 4                           | 1               | 1               | 0               | 43    | 8     | 9      |
| Leicester         | 2022–23           | 22                      | 3                       | 4                       | 7                  | 3                  | 0                  | —                           | —                           | —                           | —               | —               | —               | 29    | 6     | 4      |
| Leicester         | Total             | 98                      | 28                      | 13                      | 36                 | 20                 | 2                  | 19                          | 4                           | 8                           | 1               | 1               | 0               | 200   | 53    | 32     |
| Total na carreira | Total na carreira | 143                     | 40                      | 22                      | 46                 | 27                 | 5                  | 27                          | 6                           | 8                           | 1               | 1               | 0               | 264   | 74    | 40     |

[a] Jogos da Premier League.
[b] Jogos da Copa da Inglaterra e Copa da Liga Inglesa.
[c] Jogos da Liga dos Campeões da UEFA e Liga Europa da UEFA.
[d] Jogos da Supercopa da Inglaterra

## Títulos
Manchester City
- Copa da Liga Inglesa: 2015–16

Leicester City
- Copa da Inglaterra: 2020–21
- Supercopa da Inglaterra: 2021
- EFL Championship: 2023-24

Nigéria Sub-17
- Copa do Mundo Sub-17: 2013

### Prêmios individuais
- Bola de Ouro da Copa do Mundo Sub-17 de 2013
- Chuteira de Prata da Copa do Mundo Sub-17 de 2013
- 50 jovens promessas do futebol mundial de 2016[48]
- Jogador do mês da Premier League: março de 2021